# 이자벨 케르쇼프스키
이자벨 케르쇼프스키(독일어: Isabel Kerschowski, 1988년 1월 22일 ~ )는 독일의 여자 축구 선수이다. 포지션은 스트라이커이며, 수비수로도 뛸 수 있다. 현재 독일 프라우엔-분데스리가의 바이어 04 레버쿠젠에서 활동하고 있다.

## 클럽 경력
케르쇼프스키는 베를린 출신이며 2000년부터 2005년까지 BSC 마르잔에서 활동했다. 2005년에 1. FFC 투르비네 포츠담에 이적하면서 프라우엔-분데스리가 무대에 데뷔했고 팀의 프라우엔-분데스리가 5회 우승, 여자 DFB-포칼 1회 우승, UEFA 여자 챔피언스리그 1회 우승에 기여했다.
2012년에는 바이어 04 레버쿠젠으로 이적했고 2014년에는 VfL 볼프스부르크로 이적했다. VfL 볼프스부르크에서 활동하던 동안에는 팀의 프라우엔-분데스리가 1회 우승, 여자 DFB-포칼 3회 우승에 기여했다. 2018년에는 바이어 04 레버쿠젠으로 복귀했다.

## 국가대표 경력
스위스에서 개최된 2006년 UEFA U-19 여자 축구 선수권 대회, 아이슬란드에서 개최된 2007년 UEFA U-19 여자 축구 선수권 대회에서 독일의 우승에 기여했으며 칠레에서 개최된 2008년 FIFA U-20 여자 월드컵에 참가했다. 2007년부터 2010년까지 독일 여자 U-23 축구 국가대표팀 선수로 활동하던 동안에는 12경기에 출전하여 5골을 기록했다.
2007년 5월 10일에 열린 웨일스와의 UEFA 여자 유로 2009 예선 경기에 처음 출전하면서 독일 여자 축구 국가대표팀 선수로 데뷔했다. 2016년 4월 8일에 열린 터키와의 UEFA 여자 유로 2017 예선 경기에서 자신의 국가대표팀 첫 골을 기록했다. 케르쇼프스키는 해당 경기에서 3골을 기록했고 독일은 터키에 6-0 승리를 기록하게 된다.
2016년 리우데자네이루 하계 올림픽에서는 본선 6경기 가운데 4경기에 출전했는데 짐바브웨와의 조별 예선 경기, 캐나다와의 조별 예선 경기에서는 선발 출전했고 오스트레일리아와의 조별 예선 경기, 캐나다와의 8강전 경기에서는 교체 출전했다. 독일은 스웨덴과의 결승전에서 2-1로 승리하면서 금메달을 획득했다. 네덜란드에서 개최된 UEFA 여자 유로 2017에서는 덴마크와의 8강전 경기에서 1골을 기록했지만 독일은 덴마크에 1-2로 패배하면서 탈락하고 만다.

## 사생활
케르쇼프스키는 2017년 9월에 자신의 여자 동료와 결혼했다.

## 수상

### 클럽
1. FFC 투르비네 포츠담
- 프라우엔-분데스리가 5회 우승 (2005-06, 2008-09, 2009-10, 2010-11, 2011-12)
- 여자 DFB-포칼 1회 우승 (2005-06)
- UEFA 여자 챔피언스리그 1회 우승 (2009-10)

VfL 볼프스부르크
- 프라우엔-분데스리가 1회 우승 (2016-17)
- 여자 DFB-포칼 3회 우승 (2014-15, 2015-16, 2016-17)

### 국가대표
- 2006년 UEFA U-19 여자 축구 선수권 대회 우승
- 2007년 UEFA U-19 여자 축구 선수권 대회 우승
- 2016년 리우데자네이루 하계 올림픽 금메달

### 개인
- 2006년 UEFA U-19 여자 축구 선수권 대회 MVP 수상